# Constitutie van Zweden
De constitutie van Zweden bestaat uit vier afzonderlijke wetten: de Wet op de troonopvolging (1810), de Wet op de persvrijheid (1949), de Wet op de regeringsvorm (1974) en de Wet op de vrijheid van meningsuiting (1991). In de Wet op de regeringsvorm staat dat Zweden een democratie is, waar alle publieke macht "bij de bevolking" ligt. Dit in tegenstelling tot vroeger, toen er een belangrijk accent lag op de monarchie. De constitutie kan door een eenvoudige meerderheid in het parlement gewijzigd worden. Wel moet er twee keer zo'n meerderheid gevonden worden: een voor de nationale verkiezingen en een na de nationale verkiezingen.